# 瀬戸内市病院事業部
瀬戸内市病院事業部（せとうちしびょういんじぎょうぶ）は、岡山県瀬戸内市にある病院部局。瀬戸内市が経営する4つの病院・診療所を統括している。

## 幹部
- 開設者 - 瀬戸内市長
- 病院事業管理者 - 谷﨑眞行（元岡山医療センター副院長）
- 病院事業部長

## 組織
- 瀬戸内市立瀬戸内市民病院（瀬戸内市邑久町山田庄）
- 瀬戸内市立瀬戸内市民病院牛窓分院（瀬戸内市牛窓町牛窓、2008年3月31日をもって入院業務は廃止）
- 瀬戸内市立裳掛診療所（瀬戸内市邑久町虫明）
- 瀬戸内市立美和診療所（瀬戸内市長船町飯井）